# سكاي أب
سكاي أب هي شركة طيران منخفضة التكلفة أوكرانية تم تأسيسها في مايو 2018.